# Heavy (canción)
«Heavy» —en español: «Pesado»— es una canción de la banda estadounidense Linkin Park, que fue grabada originalmente por la banda para su séptimo álbum One More Light. Cuenta con la colaboración de la cantante de pop Kiiara, lo que la convierte en la primera canción de un álbum de estudio en que Linkin Park incluye una vocalista femenina. La canción fue escrita por Linkin Park, Justin Tranter, y Julia Michaels, y se publicó el 16 de febrero de 2017.

## Lista de canciones
Sencillo en CD

| N.º | Título                 | Duración |  |
| 1.  | «Heavy» (Con Kiiara)   | 2:49     |  |
| 2.  | «Heavy» (Instrumental) | 2:45     |  |

Descarga digital

| N.º | Título               | Duración |  |
| 1.  | «Heavy» (Con Kiiara) | 2:49     |  |

## Músicos
- Chester Bennington: voz
- Rob Bourdon: batería
- Brad Delson: guitarra
- Joe Hahn: disk jockey
- Mike Shinoda: sintetizador, coros
- Dave Farrell: bajo
- Kiiara - voz aggiuntivo